# Магомедов Гашим Магомедович
Гашим Магомедович Магомедов (азерб. Qaşım Maqomed oğlu Maqomedov, нар. 22 вересня 1999, Шамільський район, Дагестан, Росія) — азербайджанський тхеквондист, срібний призер Олімпійських ігор 2024 року.

## Виступи на Олімпіадах
| Олімпіада  | Дисципліна | Місце |
| ---------- | ---------- | ----- |
| Париж 2024 | до 58 кг   | 2     |